# Gnojanka odchodowa

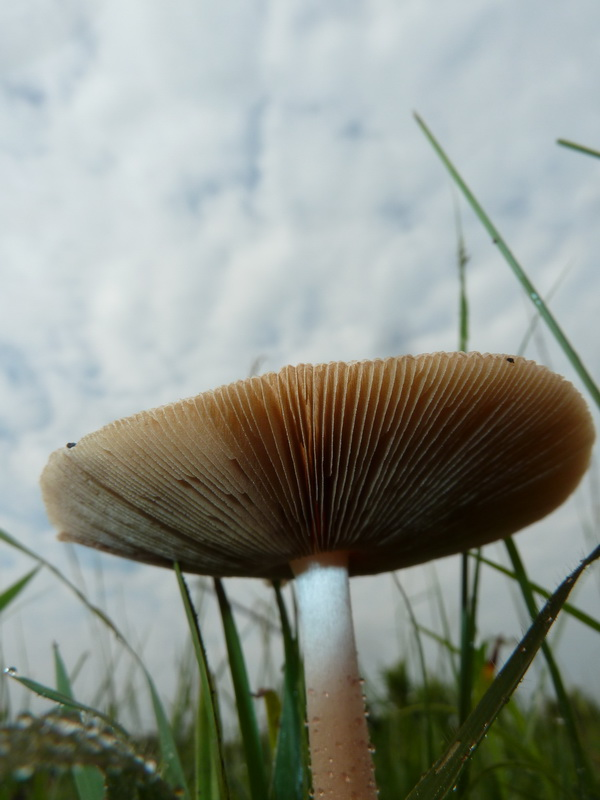

Gnojanka odchodowa, gnojanka różowawa (Bolbitius coprophilus (Peck) Hongo) – gatunek grzybów z rodziny gnojankowatych (Bolbitiaceae).

## Systematyka i nazewnictwo
Pozycja w klasyfikacji według Index Fungorum: Bolbitius, Bolbitiaceae, Agaricales, Agaricomycetidae, Agaricomycetes, Agaricomycotina, Basidiomycota, Fungi.
Po raz pierwszy takson ten zdiagnozował w roku 1894 Charles Horton Peck, nadając mu nazwę Pluteolus coprophilus. Obecną, uznaną przez Index Fungorum nazwę nadał mu w roku 1959 Tsuguo Hongo. Synonimy:
- Derminus coprophilus (Peck) Henn. 1898,
- Pluteolus coprophilus Peck 1894.

Internetowy atlas grzybów podaje polską nazwę gnojanka odchodowa będącą tłumaczeniem nazwy łacińskiej (coprophilus znaczy lubiący odchody), inni autorzy podają nazwę gnojanka różowawa, pochodzącą od różowawej barwy kapelusza.

## Morfologia
Kapelusz
Średnica 3–8 cm, kształt początkowo stożkowy, potem wypukły, w stanie dojrzałym rozpostarty, na koniec lekko wklęsły z niewielkim garbkiem, słabo higrofaniczny. Powierzchnia początkowo nieco kleista, później w stanie wilgotnym lepka. Barwa pomarańczowowobiała, bladoróżowa, jasnobeżowa lub mięsna, brzeg jaśniejszy – białawy lub bardzo jasnoróżowy.
Blaszki
Wolne, gęste, bardzo cienkie, delikatne, początkowo białawe, potem żółknące, w końcu brązowiejące, stosunkowo łatwo rozpływające się.
Trzon
Wysokość 6–12 (16) cm, grubość 0,2–0,8(1) cm, pusty w środku. Powierzchnia biaława, w górnej części zwykle nieco oprószona.
Wysyp zarodników
Czekoladowobrązowy.

## Występowanie i siedlisko
Gnojanka odchodowa występuje w Ameryce Północnej, Środkowej i Południowej, Europie, Afryce, Australii, podano nawet stanowisko na Antarktydzie. Brak tego gatunku na opublikowanej w 2003 r. przez Władysława Wojewodę liście wielkoowocnikowych grzybów podstawkowych Polski. Po raz pierwszy jego stanowiska podano w 2010 r. na ziemi lubuskiej, w Wielkopolsce i w Bieszczadach. W 2019 r. podano stanowiska w Puszczy Knyszyńskiej, aktualne stanowiska podaje także internetowy atlas grzybów. Znajduje się w nim na liście gatunków zagrożonych i wartych objęcia ochroną. Według mykologów jednak jest to gatunek w Polsce często występujący i szeroko rozprzestrzeniony, jednak przeoczany ze względu na specyficzne miejsce występowania.
Grzyb saprotroficzny i koprofilny. Rośnie na zawierających dużą ilość substancji odżywczych substratach organicznych, takich jak: obornik, kompost, słoma zmieszana z odchodami zwierząt. Owocniki pojawiają się od maja do września, czasem do października.